# Ravish Malhotra
Ravish Malhotra (Lahor, Pandzsáb, Pakisztán, 1943. december 25.  –) kiképzett indiai űrhajós, a légierő dandártábornoka.

## Életpálya
Bengaluruban a légierő berepülő pilótája volt. 1982. szeptember 20-tól részesült űrhajóskiképzésben. 1984. április 2-án indult űrvállalkozásban India első űrhajósának, Rakesh Sharmának tartalék kutatópilótája volt. Űrhajós pályafutását 1984. április 11-én fejezte be.

## Külső hivatkozások
- Ravish Malhotra. spacefacts.de. (Hozzáférés: 2012. április 29.)
- Ravish Malhotra. astronautix.com. (Hozzáférés: 2012. április 29.)